# River Dun (River Kennet)
Der River Dun ist ein Fluss in Wiltshire und Berkshire, England. Er entsteht in Great Bedwyn. Sein Lauf in nördlicher bzw. nordöstlicher und schließlich östlicher Richtung folgt in direkter Nachbarschaft zum Kennet-und-Avon-Kanal meistens auf der nördlichen Seite des Kanals, nur zwischen Froxfield und westlich von Hungerford verläuft er auf der südlichen Seite. Der Dun mündet östlich von Hungerford in den River Kennet.